# Дане-при-Сежані
Дане-при-Сежані (словен. Dane pri Sežani) — поселення в общині Сежана, Регіон Обално-крашка, Словенія. Висота над рівнем моря: 345,6 м.